# Quartier de l’École Militaire
Das Quartier de l’École-Militaire ist das 27. der 80 Quartiers (Stadtviertel) von Paris im 7. Arrondissement.

Die Stadtviertel im 7. Arrondissement

## Lage
Der Verwaltungsbezirk im 7. Arrondissement von Paris wird von folgenden Straßen begrenzt: 
- Westen: Hier bilden der Place Joffre[1] und die Avenue de Suffren eine Spitze.
- Osten: Ein Teil der Rue de Sèvres bildet mit der Rue Vaneau eine Spitze im Osten.
- Süden: Die Rue Valentin Haüy führt von der Avenue de Suffren zur Place de Breteuil (Esplanade de Jacques Chapan-Delmas) und weiter über die Rue de Saxe zur Rue de Sèvre
- Norden: Avenue de Tourville und, nach einem Knick bei dem Boulevard des Invalides, ein Teil der Rue de Babylone

## Namensursprung
Das Stadtviertel erhielt den Namen, weil die Militärschule École militaire hier ihren Sitz hat.